# Philippe Durel
Pour les articles homonymes, voir Durel.
Philippe Durel, né le 13 août 1954 à Granville, est un coureur cycliste français, professionnel de 1978 à 1980.

## Biographie
Surnommé Fifi, le coureur de la Manche, mesurant 1,69 m, commence le cyclisme en 1969. Il comptabilise 110 victoires chez les amateurs, dont 19 en 1977 en terminant quatrième du classement de la Palme d'Or Merlin.
Son meilleur résultat chez les professionnels est une deuxième place dans la première étape A du Tour du Tarn 1979.

## Palmarès
- Amateur
  - 1975-1977 : 40 victoires
- 1976
  - 4e étape du Tour d'Ille-et-Vilaine
  - 2e du Circuit des Remparts
- 1977
  - 4e étape du Circuit de Bretagne-Sud
  - Grand Prix Michel-Lair
  - 2e de Paris-Rouen
  - 3e de Paris-Barentin
  - 3e de Paris-Bagnoles-de-l'Orne
- 1981
  - 3e du Grand Prix de Saint-Hilaire-du-Harcouët

## Résultats sur le Tour de France
2 participations
- 1978 : 68e
- 1980 : abandon (13e étape)